# 유럽팥배나무
유럽팥배나무(학명: Aria edulis)는 장미과에 속하는 활엽교목이다.

## 생김새
종종 줄기 주변에 새로운 눈을 만들어낸다. 보통 크기가 작고 수관이 돔 모양이며, 몇 개의 위로 구부러진 가지들이 있고 잎의 뒷면은 거의 흰색이다. 자웅동체인 흰크림색 꽃은 5월에 피어나 곤충의 꽃가루받이(受粉)를 거쳐 새들이 자주 먹는 주홍색 열매를 맺는다.

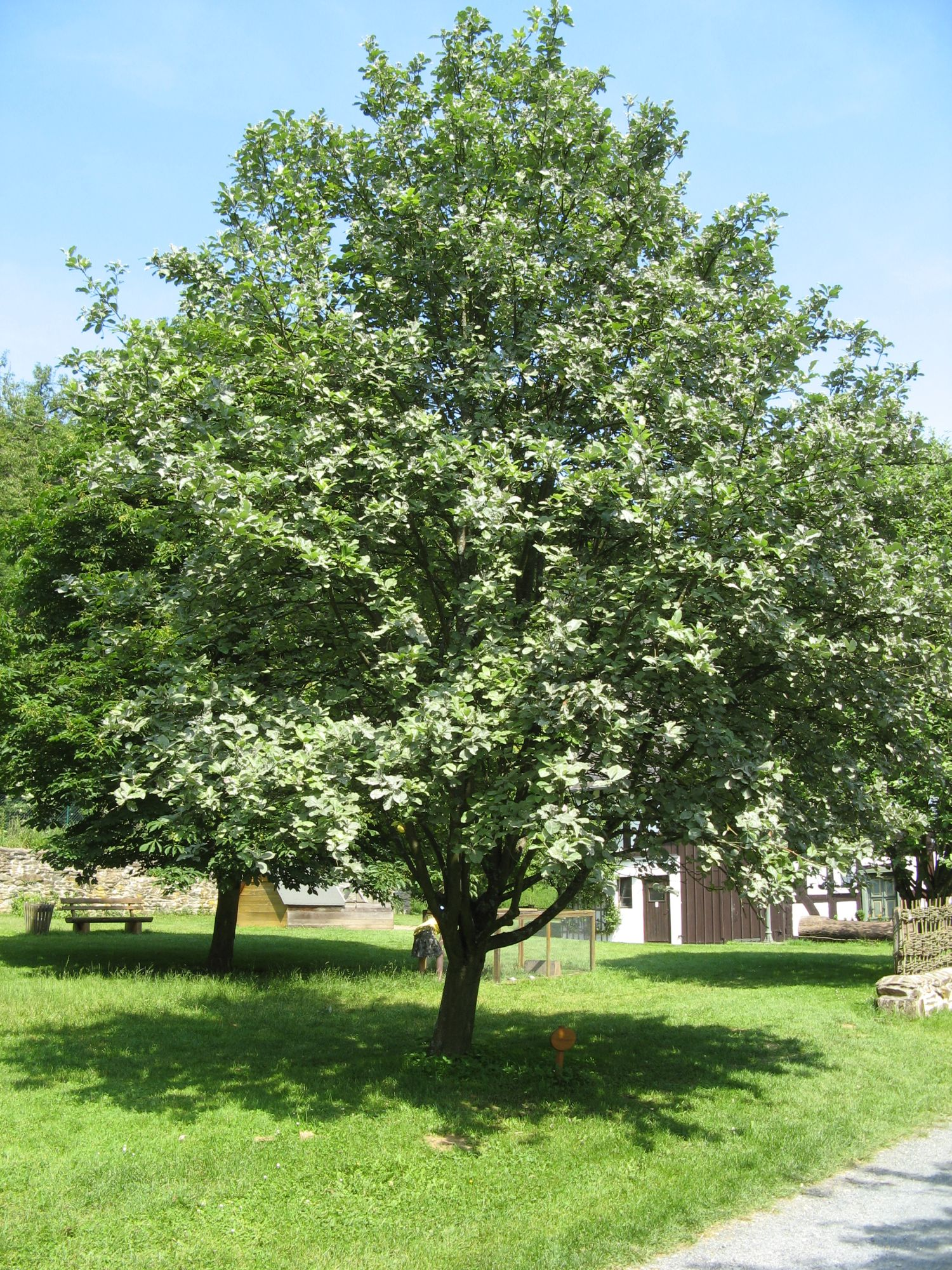
나무

## 분포
유럽과 알제리·모로코·튀니지 등의 북아프리카 및 튀르키예 동부·조지아·아르메니아 등의 아시아 온대 지역에 분포한다. 보통 건조한 석회암 지대와 석회질 토양을 선호한다.

## 아종
- A. edulis 'Lutescens'[5]: 처음에 난 잎은 백록색을 띤다.
- A. edulis 'Majestica'[6]: 잎이 크다. 왕립원예협회로부터 가든 메리트 상을 받았다.[7]

## 식용
열매는 농익었을 때 먹기 좋다.